# Joan Aubert i Camps

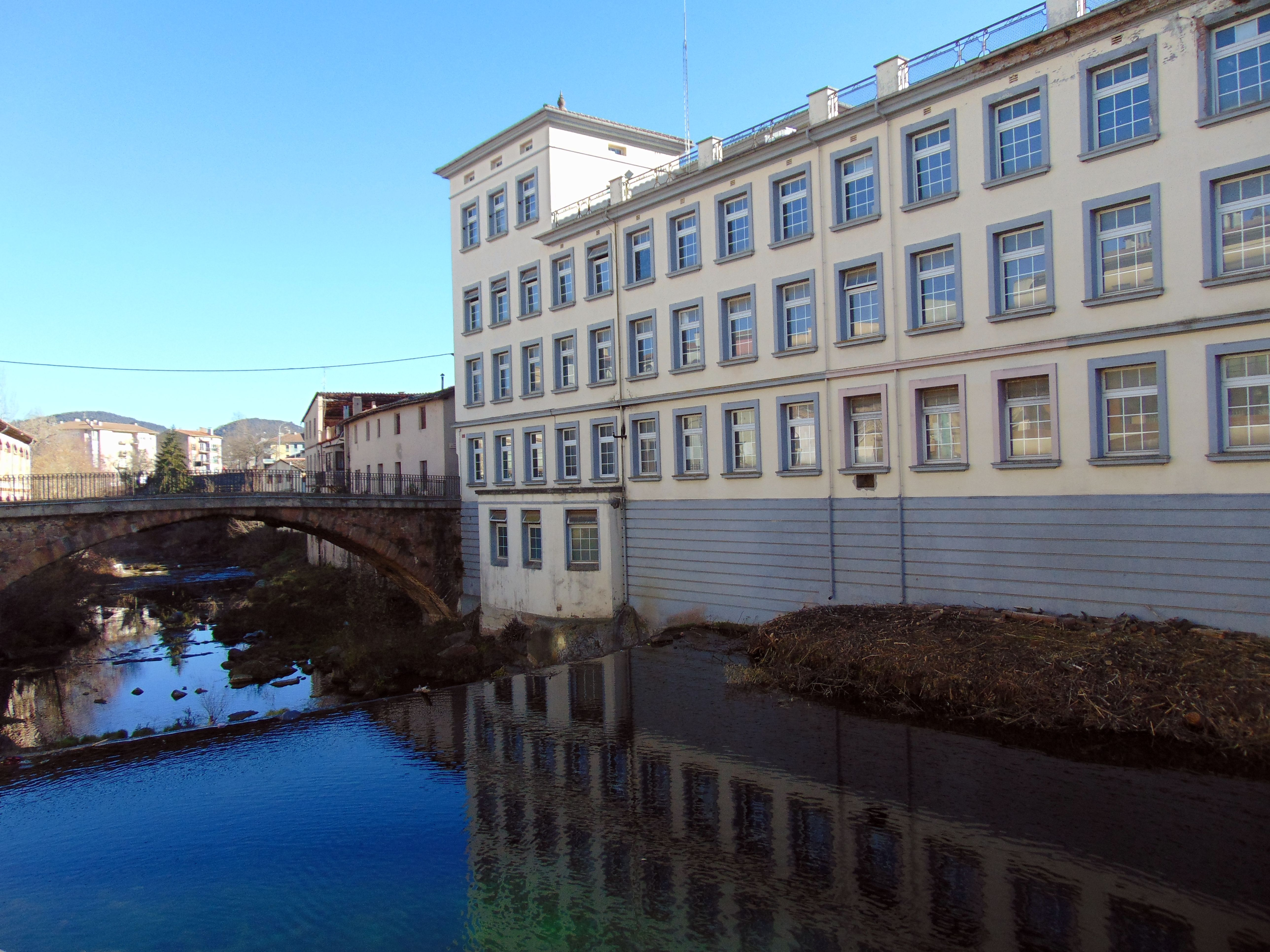
Fàbrica Fills Aubert, Olot

Joan Aubert i Camps (Olot, 2 de maig de 1902-ibidem, 24 d'agost de 2004) va ser un arquitecte català.

## Biografia
Va estudiar a l'Escola Tècnica Superior d'Arquitectura de Barcelona, on va ser alumne de Josep Maria Jujol, titulant-se el 1926. Sent estudiant va conèixer a Antoni Gaudí i va ser un dels portadors del seu fèretre en el seu funeral. Va passar pel modernisme i el noucentisme fins a desembocar en el racionalisme. Va treballar un temps en el despatx d'Eusebi Bona, i va ser arquitecte municipal d'Olot des de 1927 fins a 1972.
Va ser autor a Olot de la casa Aubert o El Cafetín (1936, carrer de Sant Cristòfol 3), un edifici en xamfrà de quatre plantes en el qual destaquen els balcons dels tres pisos superiors situats a la cantonada, seguint l'esquema de casa-vaixell típic del racionalisme. En la mateixa localitat va construir la fàbrica Artur Simon (1940, carrer de Josep Ayats 10), un edifici en forma d'U amb planta baixa i un pis, amb entrada en la part del xamfrà, de forma cilíndrica i amb un vitrall de doble altura.
El 1941 va construir el Monument als Caiguts al cementiri d'Olot, de 6 metres d'ample per 10 de llarg i 5 d'alt, format per unes escales i una plataforma amb un altar i una paret decorada amb l'àguila i l'escut franquista, i coronat per una creu.
Altres obres seves són: la plaça de toros i l'hospital de Sant Jaume, a Olot, l'Hotel Monsacopa, la clínica del Doctor Fàbregas, les fàbriques d'embotits Espuña, Monverdi, Turón, Gou Terrades i Puigcert, les empreses tèxtils Fills de F. Aubert i Manuel i Joaquim Rossell, i la fàbrica de material elèctric Simon (1940).
El 2002 va ser distingit amb la insígnia d'Or del Col·legi d'Arquitectes de Catalunya. Aquest any, amb motiu del seu centenari, es va celebrar a Olot l'exposició 100 anys de Joan Aubert, arquitecte.